# پوستوولاخ
پوستوولاخ (به صربی: Pustovlah) یک منطقهٔ مسکونی در صربستان است که در نووی پازار واقع شده‌است.